# Porfirio Gaytán Gudiño
Porfirio Gaytán Gudiño es un Político Mexicano, miembro del Partido Revolucionario Institucional. Fue presidente municipal de la ciudad de Manzanillo del estado de Colima en el periodo 1992 a 1994. Ha sido un político constante en la política colimense. Actualmente se desempeña como director de Pensiones Civiles del estado de Colima en el gobierno de Silverio Cavazos. 